# Marigné-Laillé
Marigné-Laillé est une commune française, située dans le département de la Sarthe en région Pays de la Loire, peuplée de 1 618 habitants.
La commune fait partie de la province historique du Maine, et se situe dans le Haut-Maine (Maine blanc).

## Géographie
Marigné-Laillé est un village de l'Orée de Bercé-Belinois.
| Saint-Mars-d'Outillé, Écommoy | Saint-Mars-d'Outillé         | Saint-Mars-d'Outillé |
| Écommoy                       | Marigné-Laillé               | Pruillé-l'Éguillé    |
| Mayet                         | Mayet, Beaumont-Pied-de-Bœuf | Jupilles             |

### Climat
Pour des articles plus généraux, voir Climat des Pays de la Loire et Climat de la Sarthe.
En 2010, le climat de la commune est de type climat océanique dégradé des plaines du Centre et du Nord, selon une étude du CNRS s'appuyant sur une série de données couvrant la période 1971-2000. En 2020, Météo-France publie une typologie des climats de la France métropolitaine dans laquelle la commune est dans une zone de transition entre le climat océanique et le climat océanique altéré et est dans la région climatique  Moyenne vallée de la Loire, caractérisée par une bonne insolation (1 850 h/an) et un été peu pluvieux. 
Pour la période 1971-2000, la température annuelle moyenne est de 11 °C, avec une amplitude thermique annuelle de 14,6 °C. Le cumul annuel moyen de précipitations est de 801 mm, avec 11,5 jours de précipitations en janvier et 7,3 jours en juillet. Pour la période 1991-2020, la température moyenne annuelle observée sur la station météorologique de Météo-France la plus proche, sur la commune du Mans à 23 km à vol d'oiseau, est de 12,4 °C et le cumul annuel moyen de précipitations est de 693,4 mm,. Pour l'avenir, les paramètres climatiques de la commune estimés pour 2050 selon différents scénarios d'émission de gaz à effet de serre sont consultables sur un site dédié publié par Météo-France en novembre 2022.

## Urbanisme

### Typologie
Au 1er janvier 2024, Marigné-Laillé est catégorisée commune rurale à habitat dispersé, selon la nouvelle grille communale de densité à sept niveaux définie par l'Insee en 2022.
Elle est située hors unité urbaine. Par ailleurs la commune fait partie de l'aire d'attraction du Mans, dont elle est une commune de la couronne,. Cette aire, qui regroupe 144 communes, est catégorisée dans les aires de 200 000 à moins de 700 000 habitants,.

### Occupation des sols
L'occupation des sols de la commune, telle qu'elle ressort de la base de données européenne d’occupation biophysique des sols Corine Land Cover (CLC), est marquée par l'importance des territoires agricoles (49,7 % en 2018), une proportion sensiblement équivalente à celle de 1990 (50,3 %). La répartition détaillée en 2018 est la suivante : 
forêts (42,2 %), prairies (23,1 %), terres arables (16,8 %), zones agricoles hétérogènes (9,8 %), milieux à végétation arbustive et/ou herbacée (5,7 %), zones urbanisées (2,4 %). L'évolution de l’occupation des sols de la commune et de ses infrastructures peut être observée sur les différentes représentations cartographiques du territoire : la carte de Cassini (XVIIIe siècle), la carte d'état-major (1820-1866) et les cartes ou photos aériennes de l'IGN pour la période actuelle (1950 à aujourd'hui).

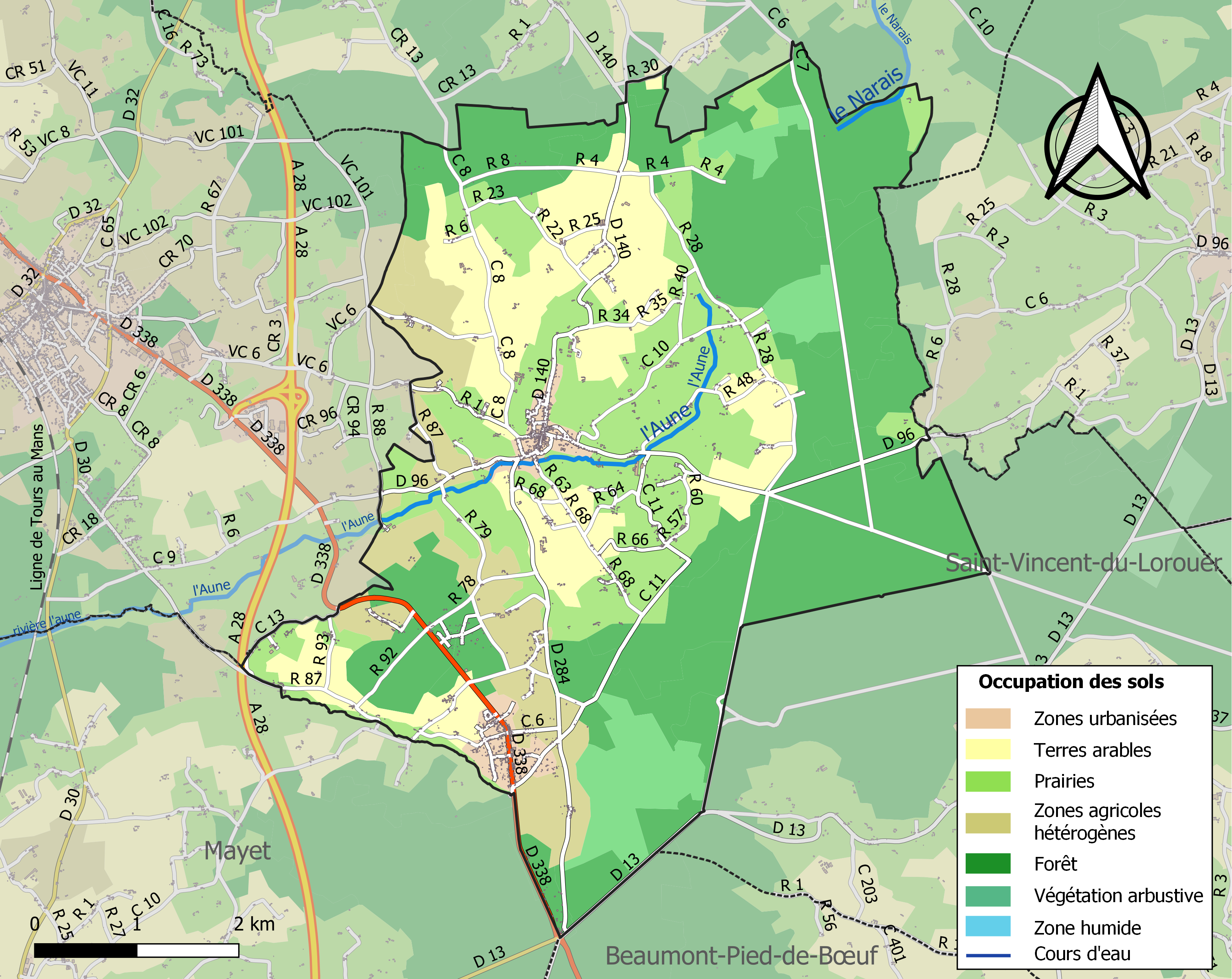
Carte des infrastructures et de l'occupation des sols de la commune en 2018 (CLC).

## Toponymie
Le nom de la localité est attesté sous la forme de Marigneio en 1236. Le toponyme semble issu de l'anthroponyme latin/roman Marinius.
Le gentilé est Marignéen.
Laillé est ajouté officiellement au nom de la commune en 1933, du nom d'un important lieu-dit au sud du territoire, évitant ainsi la confusion avec Marigné, en Maine-et-Loire.

## Histoire
Le 30 juillet 1752, le pape Benoît XIV accorde la translation des reliques de saint Spéciaux, martyr, et de saintes Simplicie et Probe, martyres, à l'église de Marigné-Laillé à condition qu'on ne pourra faire des offices de mémoire, mais seulement les exposer à la vénération.
Le 17 octobre 1760, à deux heures du matin, les maisons de Pierre Berger, marchand filotier et de Michel Barrier, maréchal prirent feu dans un incendie qui aurait pour source les charbons du maréchal "qui étoit encore trop chaud". Pierre Berger perdit pour cinq à six mille francs de fil. Ces deux maisons prirent à nouveau feu le 27 septembre 1765.
Histoire des noms de rues et lieux-dits :
- Moulin-Loup : il paraîtrait qu'un loup était venu à ce moulin et était resté une semaine environ. Depuis, ce moulin est le Moulin Loup.
- Place Louis-Jousse (maintenant place Bernardin-de-Saint-François) : Louis Jousse était le premier maire de Marigné (1792) ; il est né à la Gilardière (maison qui existait encore en 1955) et est mort en 1814 à 79 ans, veuf.
- La maison de Jeanne d'Arc ou la maison des Anglais : d'après les habitants[réf. à confirmer], cette maison aurait été bâtie pendant la guerre de Cent Ans. La pucelle d'Orléans y aurait séjourné lors de la guerre qu'elle menait contre les Anglais. La certitude est que cette maison est un ancien relais postal. Cette maison a conservé son perron (double escalier), de plus le lieu-dit s'appelait le Grand Perron avant qu'il n'obtienne un numéro.

## Héraldique
| Blason de Marigné-Laillé | Blason  | De sinople au rencontre de cerf d'or; au chef d'argent chargé de trois fleurs de lin d'azur. |
| Blason de Marigné-Laillé | Détails | Le statut officiel du blason reste à déterminer.                                             |

## Politique et administration
| Période                                  | Période              | Identité                | Étiquette | Qualité |
| ---------------------------------------- | -------------------- | ----------------------- | --------- | --- |
| Les données manquantes sont à compléter. |                      |                         |           | |
| 1939                                     |                      | Paul Hummel (1902-1983) |           | Carrier |
| Les données manquantes sont à compléter. |                      |                         |           | |
| septembre 1944                           | février 1983 (décès) | Paul Hummel (1902-1983) | Radical   | Entrepreneur de travaux publics et de transports, résistant Suppléant du député Albert Fouet (1962 → 1968) |
| mars 1983                                | juin 1995            | Guy Gabelin             |           | |
| juin 1995                                | mars 2014            | Roland Dumoulin         |           | |
| mars 2014                                | mai 2020             | Anne-Gaëlle Chabagno    | SE        | Auto-entrepreneure                                                                                         |
| mai 2020                                 | En cours             | Dominique Covemaeker    | SE        | Retraité de profession libérale                                                                            |

Le conseil municipal est composé de dix-neuf membres dont le maire et quatre adjoints.

## Démographie
L'évolution du nombre d'habitants est connue à travers les recensements de la population effectués dans la commune depuis 1793. Pour les communes de moins de 10 000 habitants, une enquête de recensement portant sur toute la population est réalisée tous les cinq ans, les populations de référence des années intermédiaires étant quant à elles estimées par interpolation ou extrapolation. Pour la commune, le premier recensement exhaustif entrant dans le cadre du nouveau dispositif a été réalisé en 2008.
En 2022, la commune comptait 1 618 habitants, en évolution de −2,82 % par rapport à 2016 (Sarthe : −0,25 %, France hors Mayotte : +2,11 %).
Marigné a compté jusqu'à 2 115 habitants en 1846 et en 1856.
| 1793  | 1800  | 1806  | 1821  | 1831  | 1836  | 1841  | 1846  | 1851  |
| ----- | ----- | ----- | ----- | ----- | ----- | ----- | ----- | ----- |
| 1 927 | 1 928 | 1 944 | 1 992 | 2 104 | 2 080 | 2 026 | 2 115 | 2 100 |

| 1856  | 1861  | 1866  | 1872  | 1876  | 1881  | 1886  | 1891  | 1896  |
| ----- | ----- | ----- | ----- | ----- | ----- | ----- | ----- | ----- |
| 2 115 | 2 113 | 2 108 | 1 982 | 1 940 | 2 001 | 2 003 | 1 974 | 1 963 |

| 1901  | 1906  | 1911  | 1921  | 1926  | 1931  | 1936  | 1946  | 1954  |
| ----- | ----- | ----- | ----- | ----- | ----- | ----- | ----- | ----- |
| 1 993 | 1 927 | 1 906 | 1 639 | 1 655 | 1 661 | 1 579 | 1 498 | 1 501 |

| 1962  | 1968  | 1975  | 1982  | 1990  | 1999  | 2006  | 2008  | 2013  |
| ----- | ----- | ----- | ----- | ----- | ----- | ----- | ----- | ----- |
| 1 474 | 1 270 | 1 223 | 1 280 | 1 304 | 1 416 | 1 511 | 1 536 | 1 637 |

| 2018  | 2022  | - | - | - | - | - | - | - |
| ----- | ----- | - | - | - | - | - | - | - |
| 1 608 | 1 618 | - | - | - | - | - | - | - |

## Économie
La commune dispose d'une boulangerie, d'un bar-restaurant-tabac, d'une épicerie et d'un salon de coiffure.

## Lieux et monuments
- Église Saint-Pierre-aux-Liens, des Xe, XIIe et XVIe siècles. Elle renferme quelques vitraux du XVIe siècle, classés Monuments historiques au titre d'objets[28]. Les vitraux de l'église de Marigné dont le grand vitrail dit de Saint Hubert ainsi que ceux du chœur qui ont été restaurés à la fin du XIXe siècle sont de l'atelier Fialeix de Mayet et datent des années 1889 et 1896. On peut y remarquer les signatures de l'atelier. Le vitrail des Apparitions de la Vierge est du peintre Anne Fialeix (1828-1917), épouse de François Fialeix (1818-1886) maître verrier à Mayet[réf. incomplète][29].
- Ancien relais postal, dit Maison de Jeanne d'Arc ou Maison des Anglais, des XIVe ou XVe siècles, ayant donné son nom au lieu-dit : le Grand Perron.
- Forêt domaniale de Bercé.
- Château du Ronceray.
- Gîtes.
- Tumulus.
- Ancienne prison.

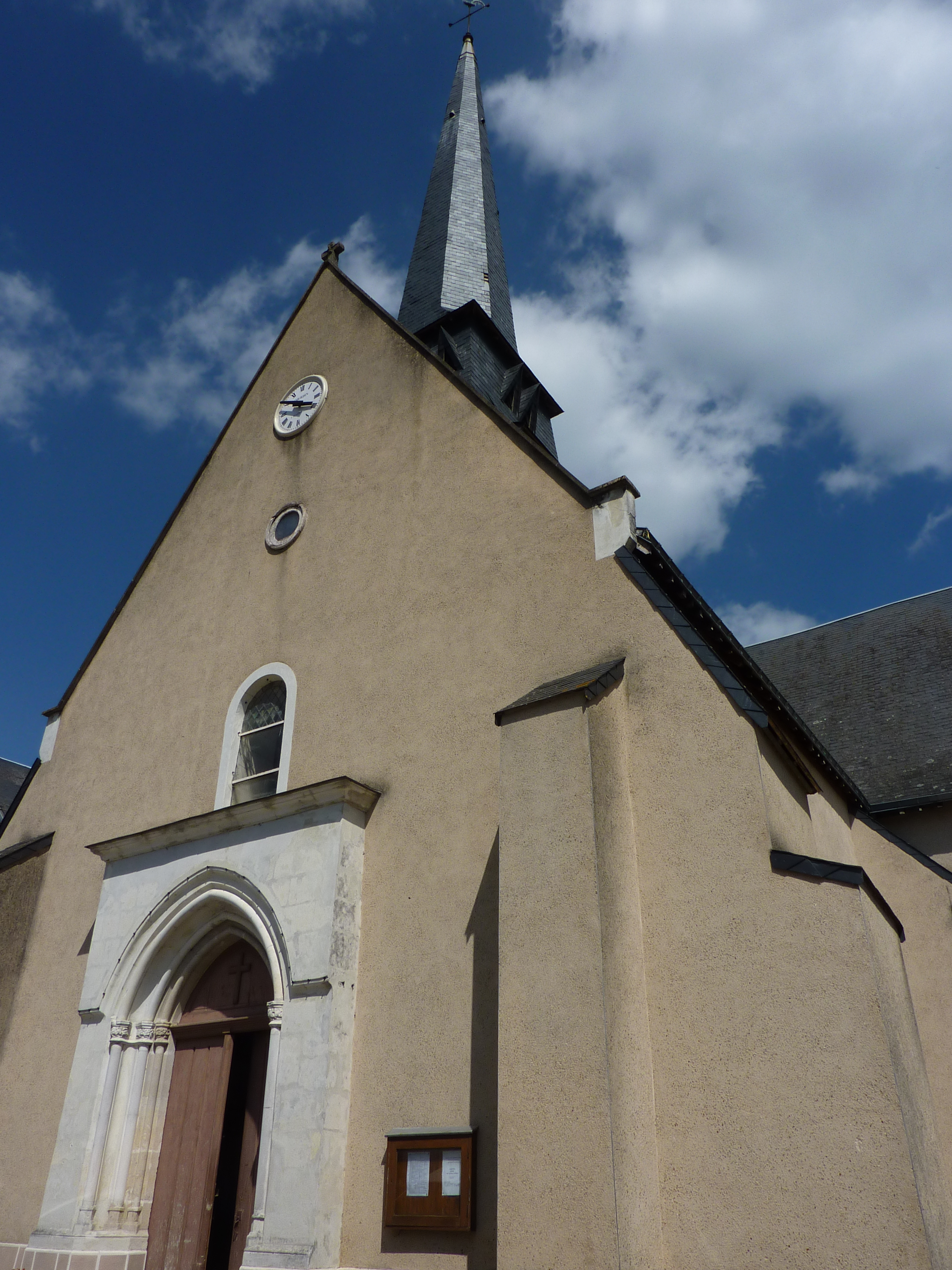
L'église Saint-Pierre-aux-Liens.
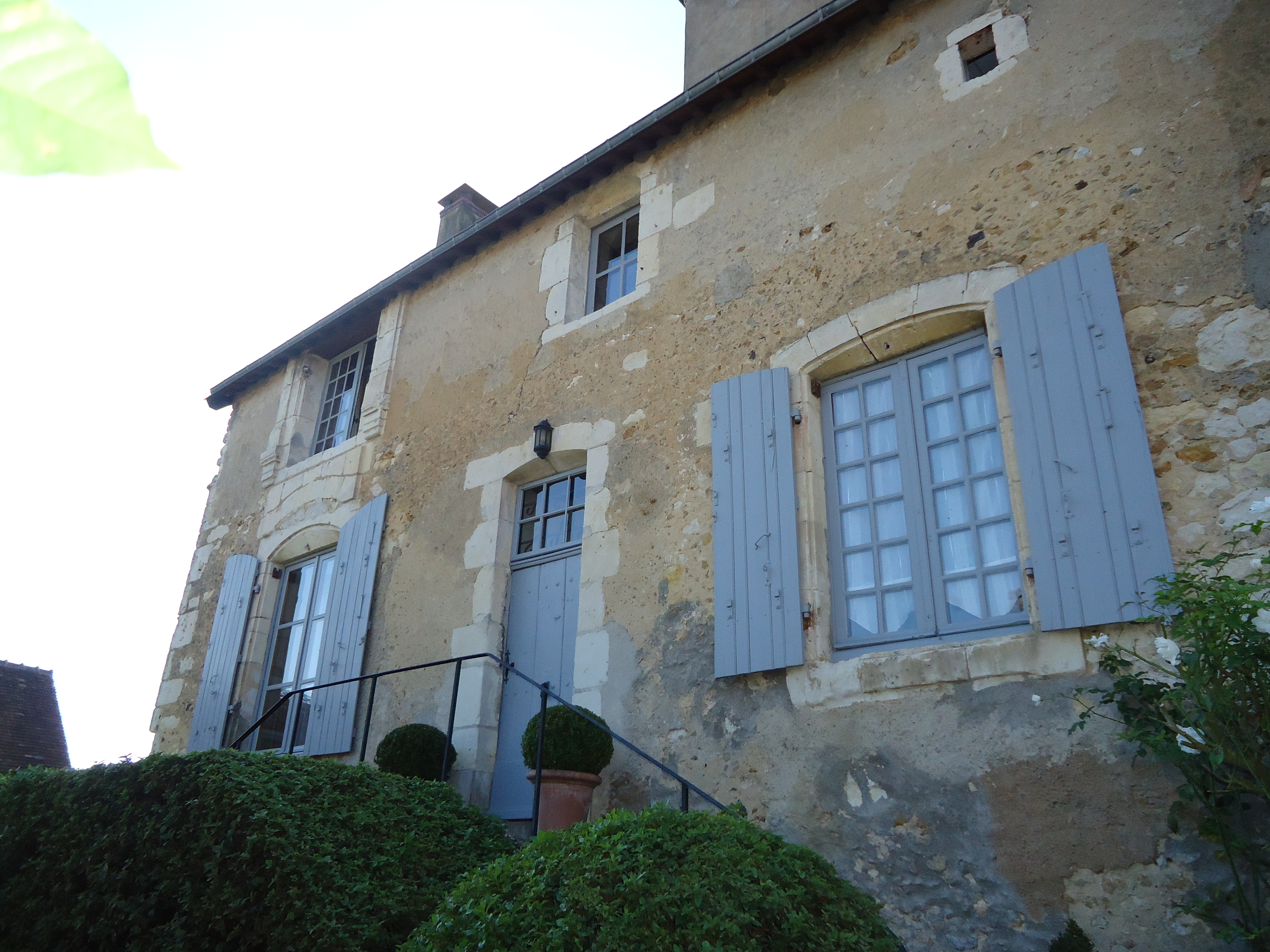
L'ancien relais postal.

## Activité et manifestations

### Sports
Le Football Club de Marigné-Laillé fait évoluer une équipe de football ainsi que deux équipes de football à sept en divisions de district.

### Manifestations
- Brocante tous les ans au mois de février.
- Soirées moules-frites tous les ans aux mois d’octobre et de décembre.
- Repas dansant du FC Marigné-Laillé le 3e week-end de novembre de chaque année.

## Personnalités liées
- Affaire Papin : Christine[31] Papin (1905-1937) et sa sœur Léa Papin (1907-2001), personnages de faits divers.